# Шуфс, Марк
Марк Шуфс (англ. Mark Schoofs) — американский репортёр и главный редактор BuzzFeed News, который за время своей карьеры был отмечен Пулитцеровской премией за международный репортаж 2000 года, совместной Пулитцеровской премией за выдающуюся подачу сенсационного материала 2002 года и другими наградами.

## Биография
Свою журналистскую карьеру Марк Шуфс начал в 1990-х в чикагском ЛГБТ-издании Windy City Times. В 1999 году корреспондент более полугода провёл в странах Африки, чтобы подготовить для The Village Voice серию из восьми статей об эпидемии СПИДа. Годом позднее его работу оценило жюри Пулитцеровской премии за международный репортаж. Он также стал лауреатом Премии за лучший репортаж от Клуба Deadline и Премии Питера Лисагора.
Помимо международной журналистики, Шуфс специализировался на музыкальных и художественных обзорах и эссе. Его работы публиковались в The New York Times Magazine, The Washington Post, Esquire, The Advocate, парижском Courrier International и других изданиях. Так, во время работы с The Wall Street Journal он писал о мошенничестве в медицинской отрасли и входил в команду, освещавшую теракты 11 сентября 2001 года. Совместная работа репортёров из района Граунд-Зиро была отмечена Пулитцеровской премией за выдающуюся подачу сенсационного материала в 2002-м. Позднее Шуфс выступал редактором отдела журналистских расследований в ProPublica.
В 2014 году Шуфс присоединился к редакции BuzzFeed News, где основал отдел журналистских расследований. Под его руководством репортёры издания раскрыли злоупотребления в крупнейшей психиатрической больнице США, сообщали о прибыли одного из крупнейших банков Великобритании от разорения малых предприятий и продажи их активов. За свои успехи команда Шуфса в BuzzFeed News была отмечена Премией Джорджа Полка, Национальной журнальной премией, Премией Скриппса Ховарда, двумя Наградами за британскую журналистику и премией Лондонского пресс-клуба, а также дважды выходила в финал Пулитцеровской премии.
В 2018 году Шуфс занял позицию приглашённого профессора в Анненбергской школе коммуникации и журналистики Университета Южной Калифорнии. Он продолжил занимать этот пост, когда весной 2020 года вступил в должность главного редактора BuzzFeed News. Для своих студентов он организовал программу стажировки в издании и также участвовал в создании летней практики Beacon Project.